# Robert Bell
Robert Earl Bell (Youngstown, 8 de octubre de 1950) es un músico, compositor y cantante estadounidense, reconocido por ser uno de los miembros fundadores de la agrupación Kool & the Gang.

## Carrera
Bell nació en Youngstown, Ohio. Empezó a tocar jazz en su adolescencia con su hermano Ronald y a mediados de la década de 1960 fundó la agrupación The Jazziacs, la cual con el paso del tiempo se transformó en Kool & the Gang. Durante la trayectoria de la banda se desempeñó como bajista y corista. Escribió la canción "Boardmeeting" para el álbum de 2007 Timbaland Presents Shock Value del rapero estadounidense Timbaland y ha compuesto canciones interpretadas por otros artistas como Sam Smith, Robert Palmer y Tom Jones.

## Vida personal
Bell es musulmán y recibió el nombre de Muhammad Bayyan por el imán Warith Deen Mohammed. Su hermano Ronald fue una pieza importante en Kool & the Gang al escribir parte de las canciones más populares de la agrupación.